# Lars Vidlund
Lars Helmer Richard Vidlund, född 17 maj 1920 i Gävle, död 26 oktober 2002 i Örebro var en svensk målare.
Han var son till entreprenören Rickhard Vidlund och Stina Norberg och mellan 1948 och 1977 gift med Margit Valborg Gustavi-Vidlund. Vidlund var som konstnär autodidakt men bevistade aftonkurser vid Gustaf Höglunds målarskola i Gävle 1943–1945. Separat ställde han bland annat ut på Modern konst i hemmiljö, Galerie Æsthetica och i Linköping, Vadstena, Tranås, Östhammar, Avesta samt Gävle. Tillsammans med Yngve Östberg ställde han ut i Örebro 1966 och tillsammans med sin fru ställde han ut i Skänninge och Karlstad. Han medverkade i Paris vårsalong 1950, Sveriges allmänna konstförenings utställningar i Stockholm, Liljevalchs Stockholmssalonger och utställningar arrangerade av Gävleborgs konstförening, Östgöta konstförening och Örebro läns konstförening. Hans konst består av realistiska och expressionistiska landskap, interiörer, stadsbilder, porträtt och stilleben utförda i olja.
Vidlund är representerad vid Gävle museum, Värmlands museum, Östergötlands läns landsting, Linköpings kommun och Örebro kommun.